# Diecéze Hearst-Moosonee
Diecéze Hearst-Moosonee (latinsky Dioecesis Hearstensis-Musonitana) je římskokatolická diecéze na území kanadské provincie Ontario se sídlem v městě Hearst, kde se nachází katedrála Nanebevzetí P. Marie. Je součástí církevní provincie Ottawa-Cornwall, která tvoří součást kanadské církevní oblasti Ontario. Současným biskupem je Pierre Olivier Tremblay, O.M.I.

## Stručná historie
- Diecéze Hearst: Apoštolská prefektura severní Ontario byl zřízena v roce 1919, v roce 1920 byla povýšena na apoštolský vikariát a v roce 1938 byl povýšen na Diecézi Hearst.
- Diecéze Moosonee: Apoštolský vikariát Jamesovy zátoky vznikl v roce 1938, v roce 1967 byl povýšen na Diecézi Moosonee.

Tyto dvě diecéze byly v roce 2007 sloučeny in persona episcopi, v roce 2018 byly plně sloučeny a nově vzniklá diecéze byly podřízena arcidiecézi Ottawa-Cornwall.